# Peramphithoe lindbergi
Peramphithoe lindbergi är en kräftdjursart som först beskrevs av Gurjanova 1938.  Peramphithoe lindbergi ingår i släktet Peramphithoe och familjen Ampithoidae. Inga underarter finns listade i Catalogue of Life.